# Guerra Polônia-Checoslováquia
A Guerra Polônia-Checoslováquia, também conhecida principalmente em fontes checas como guerra de sete dias (em tcheco/checo:  Sedmidenní válka), foi um confronto militar entre a Checoslováquia e a Polônia sobre o território da Silésia de Cieszyn em 1919.
O governo da Checoslováquia em Praga solicitou que os poloneses cessassem seus preparativos para as eleições para a Sejm polonesa na área que havia sido designada polonesa em um acordo provisório, que afirmava que nenhum governo soberano deveria ser instalado nas áreas disputadas. O governo polonês caiu e unidades da Checoslováquia atacaram a parte polaca da Silésia de Cieszyn para impedir as eleições no território contestado.  O ataque foi interrompido por pressão da Entente. O resultado da guerra foi uma nova linha de demarcação, que expandiu o território controlado pela Checoslováquia. Isso levou à divisão da região da Silésia de Cieszyn em julho de 1920, e deixou uma importante minoria polonesa na Checoslováquia na região mais tarde chamada de Zaolzie. A divisão da Silésia de Cieszyn não satisfez a Polônia e levou à anexação polonesa de Zaolzie em 1938.